# Marília Ruiz
Marília Ruiz (São Paulo, 12 de abril de 1978) é uma jornalista, apresentadora e comentarista esportiva brasileira.
Atualmente, é comentarista do Bandsports ,da Band e do Paramount+, e também colunista do UOL.
Cobriu cinco Copas do Mundo, quatro Eliminatórias de Copa, quatro Olimpíadas, dois Pan-Americanos e dezenas de campeonatos Estaduais, Copas do Brasil, Libertadores, Sul-Americanas e Brasileiros.

## Biografia
Formada pela Universidade de Brasília (UnB), Marília começou na Folha de S.Paulo, onde ficou quatro anos.
Quando foi convidada por Roberto Avallone para ser uma das debatedoras do programa Bola na Rede, contratada pela RedeTV, deixou a redação do jornal e foi assinar coluna nos mesmos moldes do "Painel FC" no LANCE!, onde ficou por cinco anos. Foi repórter da Record, trabalhou como comentarista na Band, na BandNews FM e na CNT. Também se projetou como apresentadora de eventos e como mestre de cerimônias. Assina matérias na "Alfa", "Veja SP" e teve uma coluna no Diário do Grande ABC.
Em 2008, fez o prefácio do livro "Paixão corinthiana: a história de amor de um povo pelo seu time, contada em 100 histórias cotidianas", de autoria de seu irmão, o jornalista Vitor Guedes.
Em 2010, voltou a RedeTV! onde era uma das comentaristas do programa Belas na Rede, ficando nesse programa até março de 2012, quando deixou emissora em meio aos problemas de falta de pagamento.
Em 2013, deu vida ao seu canal no YouTube, onde faz entrevistas com jornalistas e personalidades do esporte.
Em 2016, foi contratada pela Rádio Estadão para fazer o Estadão Esporte Clube. O programa continua no ar, só que pela Eldorado FM, um vez que a Estadão foi arrendada.
Entre março e novembro de 2017, teve um blog chamado "Futebol sem Segredos" no site do Estadão.
Em 13 de setembro de 2017, ela é contratada pelo BandSports, canal esportivo da Band, para debater no BandSports News. Em 2018, Marília passa a fazer parte da equipe do novo Show do Esporte, na Band. Mesmo com o fim deste, permaneceu na emissora, agora comentando no Terceiro Tempo.
Em 21 de fevereiro de 2020 inicia um blog no portal UOL. Em 2021, voltou a BandNews FM, para ser comentarista da equipe esportiva.

### Polêmicas
Em 2020, se posicionou contra a contratação do jogador Robinho pelo Santos Futebol Clube e recebeu várias ameaças de torcedores, tendo registrado 23 boletins de ocorrência.

### Prêmios
| Ano  | Prêmio                                                                     | Categoria               | Resultado | Ref.   |
| ---- | -------------------------------------------------------------------------- | ----------------------- | --------- | ------ |
| 2001 | Troféu ACEESP (Associação dos Cronistas Esportivos do Estado de São Paulo) | Revelação de Jornal     | Venceu    | [ 14 ] |
| 2021 | Prêmio Comunique-se                                                        | Esportes: Mídia Escrita | Indicado  | [ 15 ] |
| 2021 | Prêmio Comunique-se                                                        | Esportes: Mídia Falada  | Indicado  | [ 15 ] |
| 2024 | Troféu ACEESP (Associação dos Cronistas Esportivos do Estado de São Paulo) | Troféu Regiani Ritter   | Venceu    | [ 16 ] |

### Vida Pessoal
É irmã do também jornalista Vitor Guedes.
É casada com o humorista Paulo Bonfá, com quem tem o filho Frederico Ruiz Bonfá, nascido em 18 de fevereiro de 2013.

É torcedora do Corinthians.